# Miriam Hopkins
Miriam Hopkins, född 18 oktober 1902 i Savannah, Georgia, död 9 oktober 1972 i New York, var en amerikansk skådespelare. Hopkins fick sitt genombrott som skådespelare i 1931 års filmversion av Dr. Jekyll and Mr. Hyde. Under det tidiga 1930-talet gjorde hon sedan ett flertal framgångsrika filmer. År 1935 Oscarsnominerades hon för titelrollen i Fåfängans marknad.
Hopkins var gift med regissören Anatole Litvak 1937-1939. Hon har två stjärnor på Hollywood Walk of Fame, både för sin filmkarriär och för TV-produktioner.

## Filmografi
- 1931 – Leende löjtnanten
- 1931 – Dr. Jekyll and Mr. Hyde
- 1932 – Tjuvar i paradiset
- 1933 – Oss gentlemän emellan
- 1933 – The Story of Temple Drake
- 1933 – The Stranger's Return
- 1934 – Den rikaste flickan i världen
- 1935 – Barbarkusten
- 1935 – Fåfängans marknad
- 1936 – De tre
- 1937 – Wise Girl
- 1939 – Kvinna mot kvinna
- 1940 – Västerns musketörer
- 1946 – Väninnor
- 1949 – Arvtagerskan
- 1951 – Parningstid
- 1953 – Solnedgång
- 1961 – Ryktet
- 1966 – Den djävulska jakten